# Wojewodiwka (obwód ługański)
Wojewodiwka (ukr. Воєводівка) – wieś na Ukrainie, w obwodzie ługańskim, w rejonie siewierodonieckim. W 2001 liczyła 594 mieszkańców.